# Missão Concepción

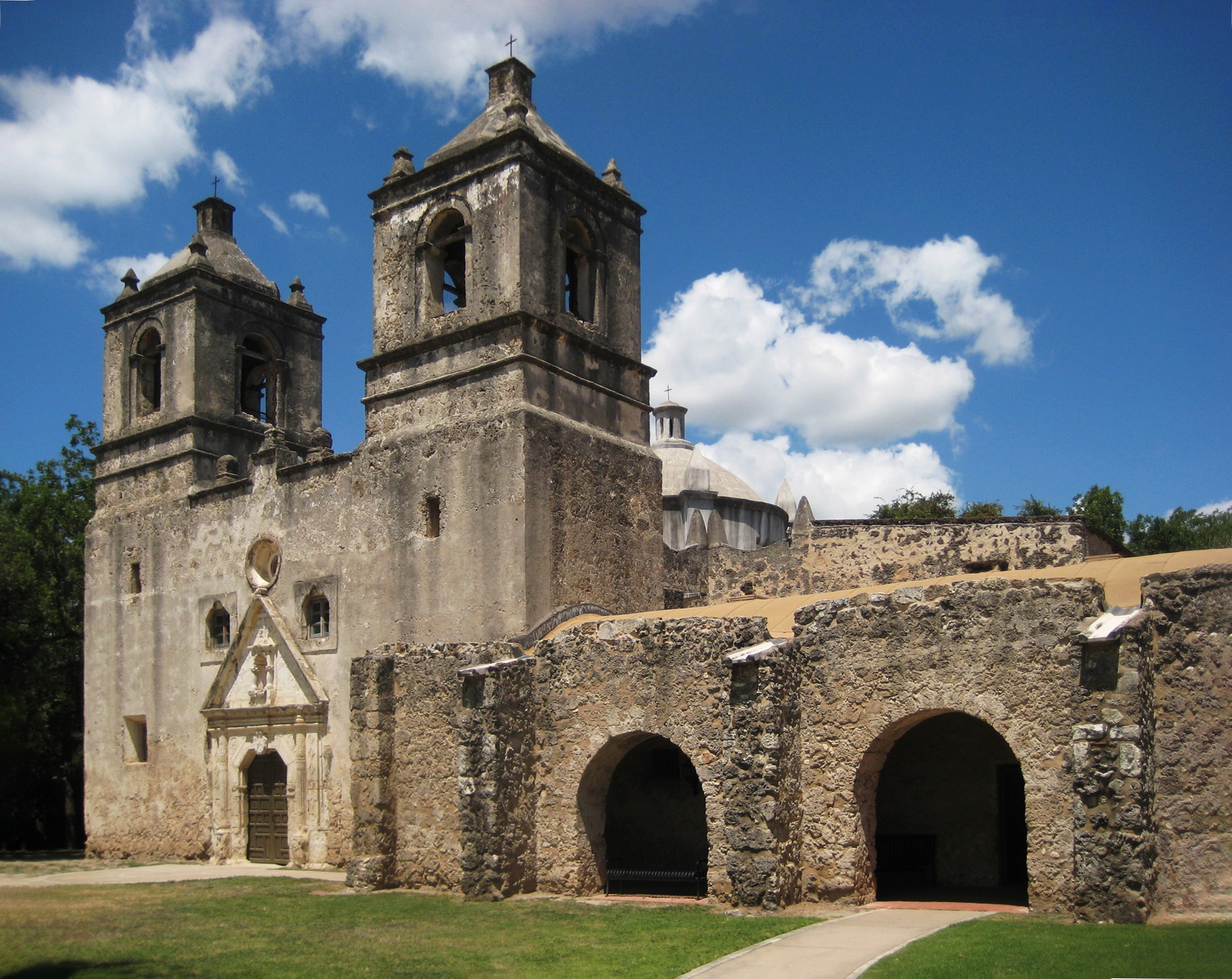

A Missão Concepción, em espanhol Mision Nuestra Señora de la Purísima Concepción de Acuña, foi criada em 1716 como Nuestra Señora de la Concepción de los Purísima Hainais no leste do Texas. A missão foi transferida em 1731 para San Antonio. Fundada pelos frades franciscanos, esta é a mais preservada das missões do Texas.
A batalha de Concepción foi travada no local em 28 de outubro de 1835 entre as tropas mexicanas em Coronel Domingo Ugartechea e rebeldes texianos liderados por James Bowie e James Fannin.

## Galeria

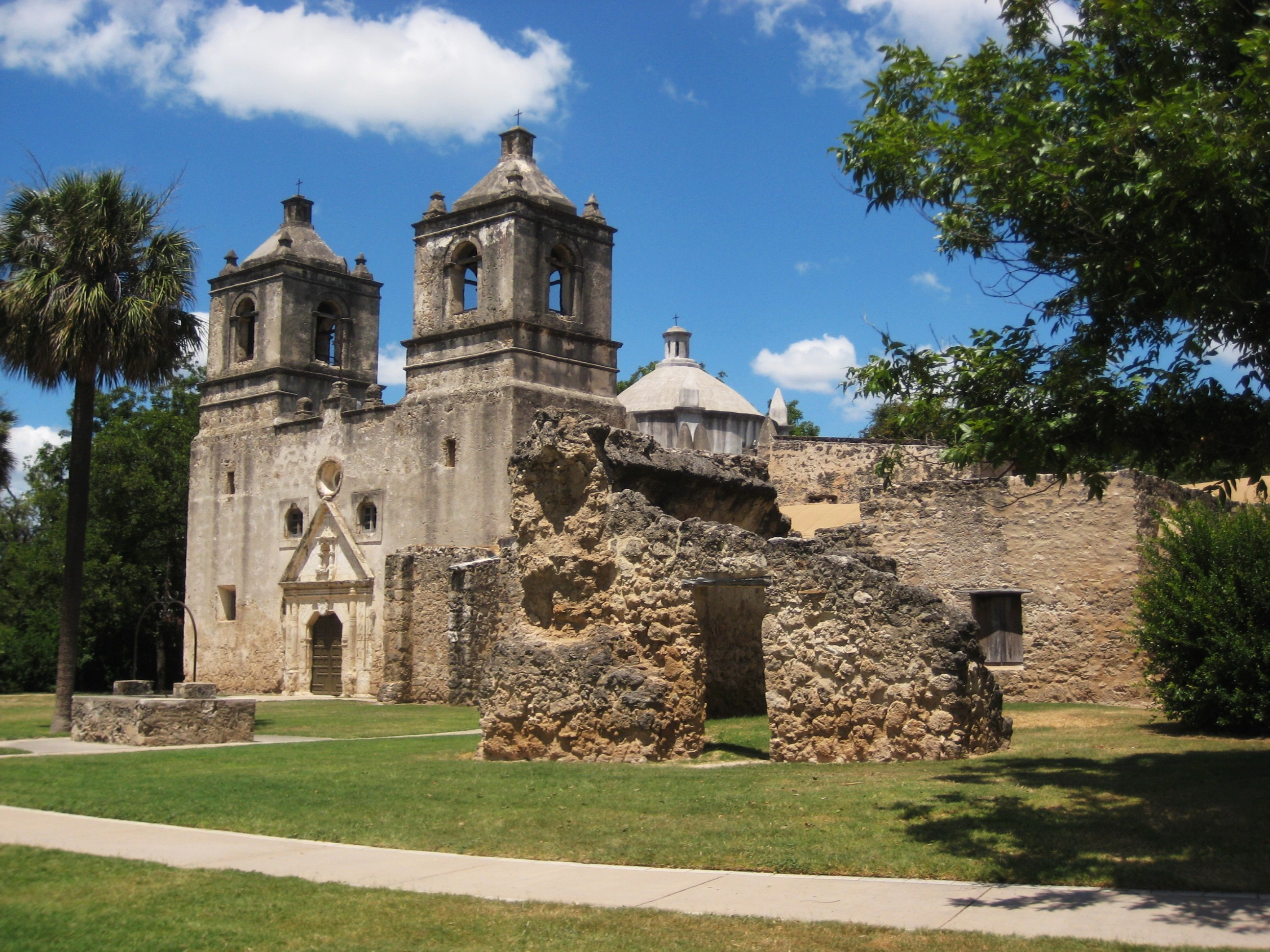
A área em torno da missão.
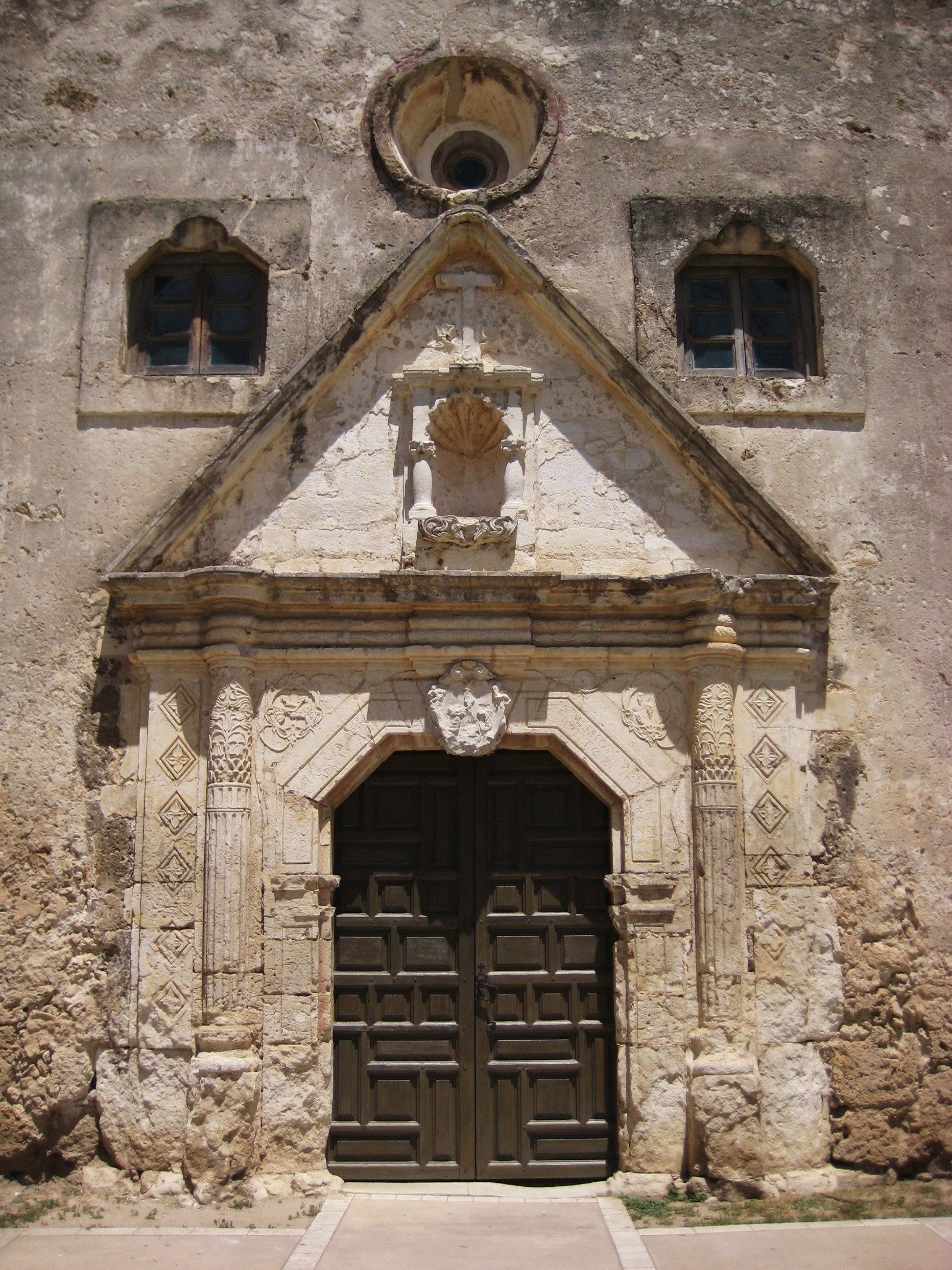
O portal da igreja.
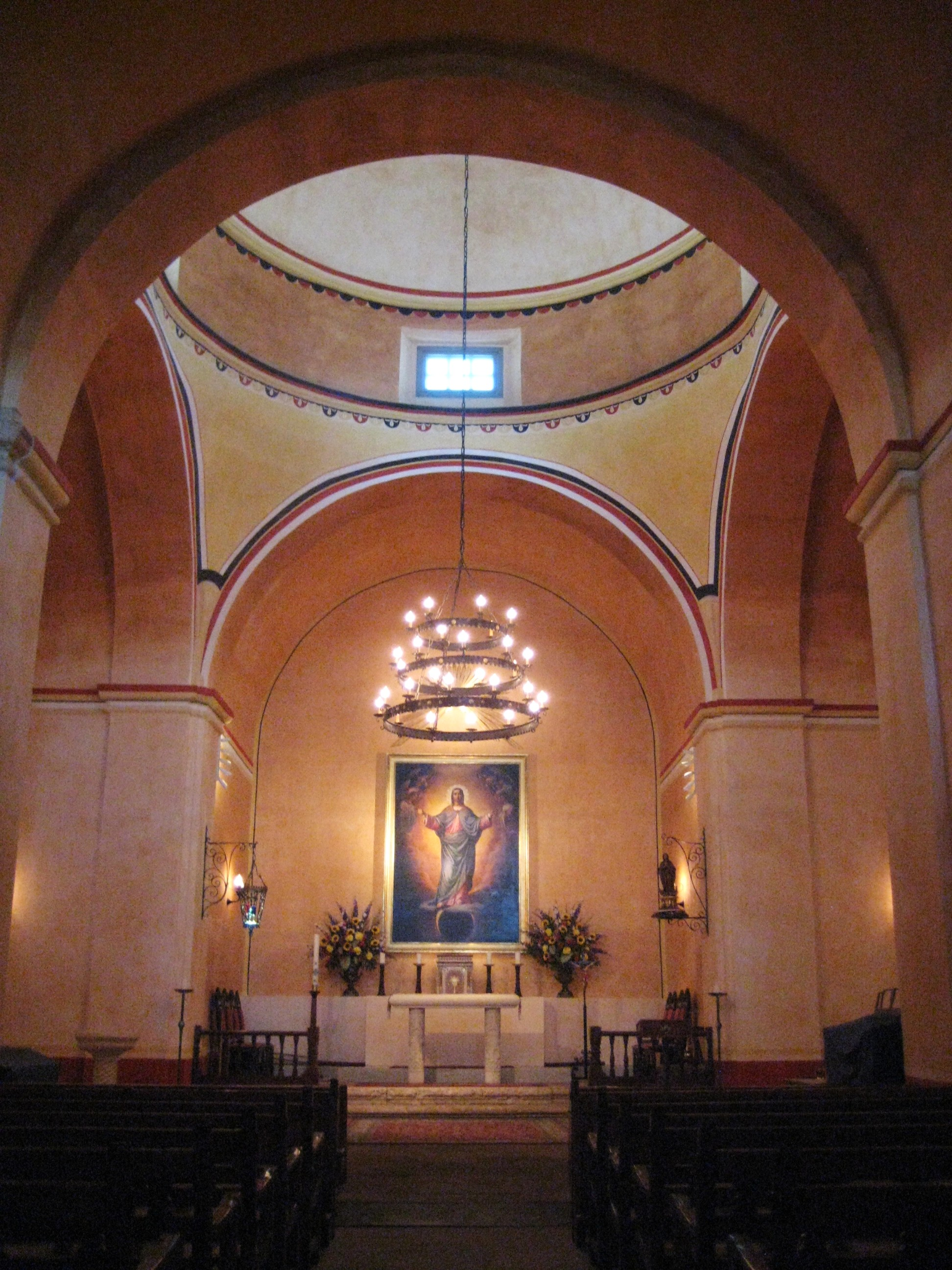
Interior da igreja.
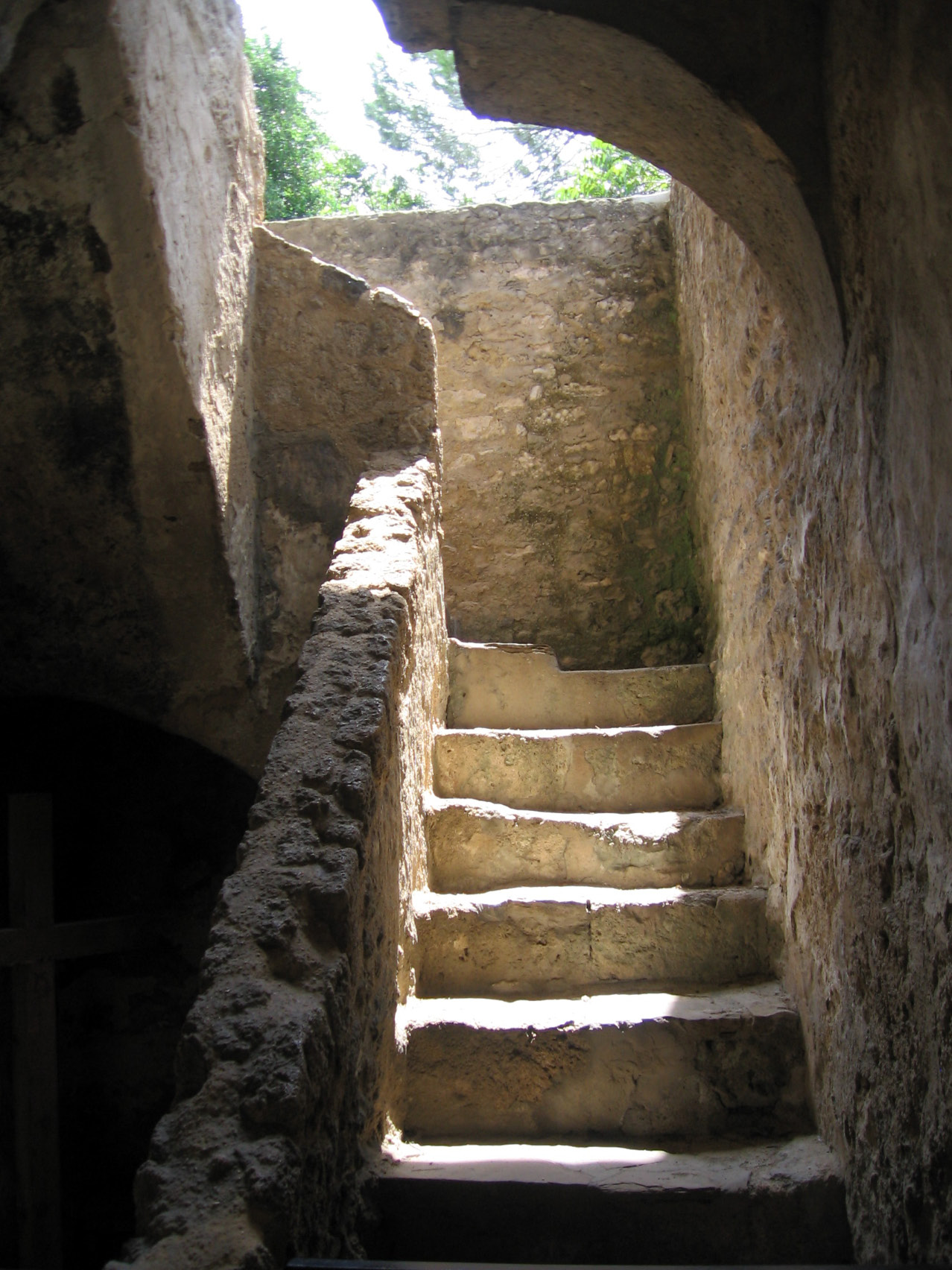
Escadaria adjacente à igreja.
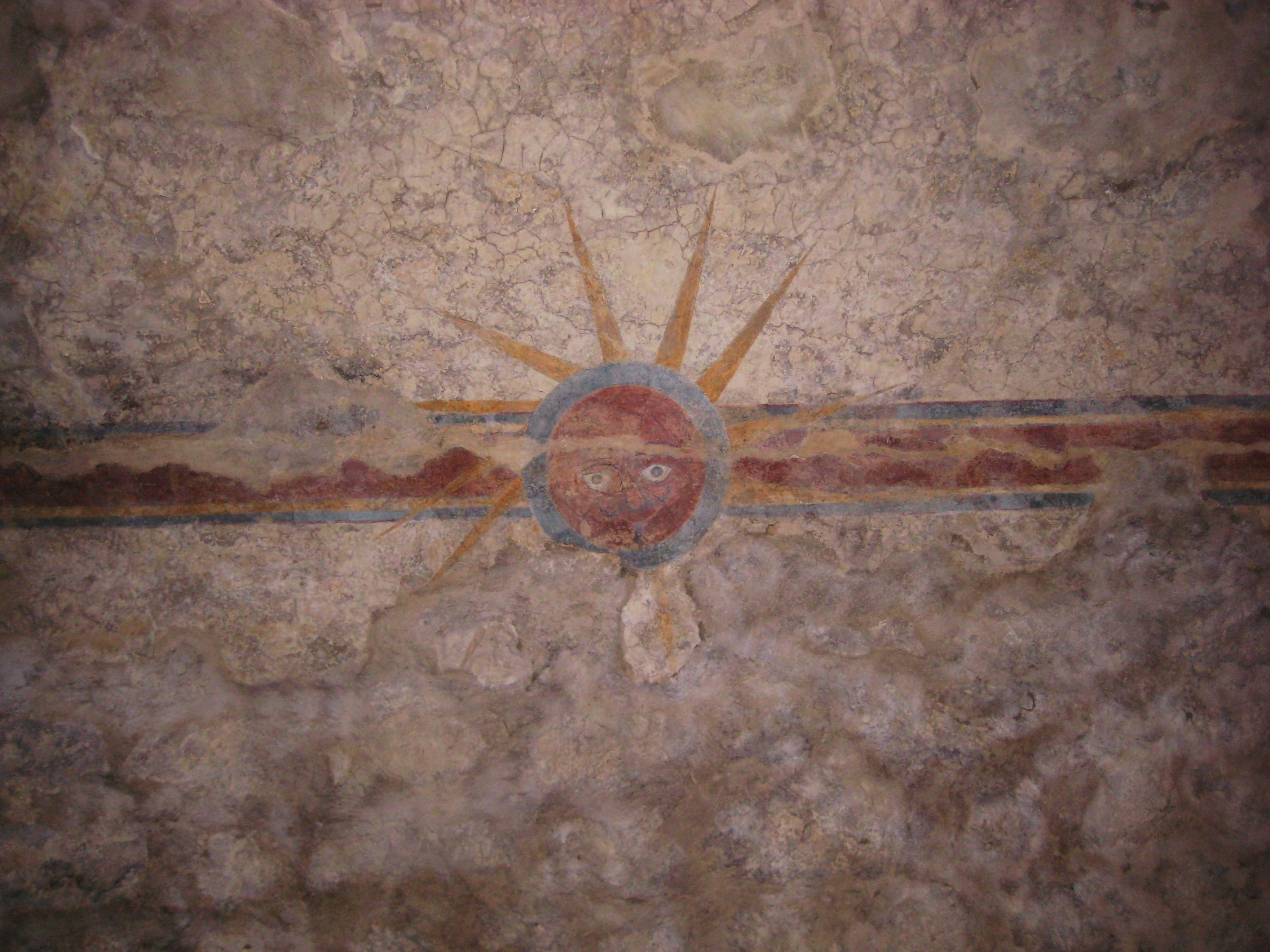
Afresco no teto de uma sala no complexo.